# Kulturhuset i Stockholm
Kulturhuset i Stockholm er en bygning i kvarteret Skansen i det centrale Stockholm på sydsiden af Sergels Torg og er indviet i 1974. Bygningen omfatter restauranter, udstillingslokaler, konferencelokaler, koncertsale, biograf, bibliotek ud mod Sergels Torg og dets teater mod Drottninggatan og Riksbankshuset på Brunkebergstorg.
Siden 1. juli 2013 har Kulturhusets aktiviteter været drevet under navnet "Kulturhuset Stadsteatern" af det kommunalt ejede Stockholms Stadsteater AB. Ejendommen er fredet af Stadsmuseet i Stockholm, med begrundelsen, at den besidder "særligt høje kulturhistoriske værdier".

## Baggrund
Beslutningen om at bygge et kulturcenter i det centrale Stockholm var baseret på den byfornyelse, som Norrmalms totalfornyelse i 1950'erne og 1960'erne havde betydet. Tanken var, at et kulturhus kunne modvirke byens voksende kommercielle kræfter, og i 1965 udskrev byens magthavere derfor en arkitektkonkurrence, der blev vundet af arkitekten Peter Celsing.
Oprindeligt var Moderna Museet en del af projektet, og en arbejdsgruppe ledet af Pontus Hultén samt Carlo Derkert, Pär Stolpe og Pi Lind blev sammensat for at undersøge muligheden for en kulturvirksomhed under museets regi. Ideen var at skabe en ny slags institution med rødder i et udvidet kulturbegreb, hvor selve bygningen ville åbne for nye muligheder i samspil med "gadens atmosfære og værkstedets muligheder", som gruppen udtrykte det. I begyndelsen af 1970'erne trådte Moderna Museet imidlertid ud af initiativet. Officielt skete dette på grund af den reducerede museumsplads i planlægningen, da museet fremover skulle sameksistere med bibliotekslokaler og andre kommunale aktiviteter.

## Bygningen
Peter Celsings konkurrenceforslag fremviste en lav, langstrakt bygning med en stor glasfacade, en "montre", hvor de kulturelle aktiviteter ville være synlige ud mod pladsen. Bygningen dannede også en "skærm", der rundede Sveavägen af mod syd. Med denne afrunding opgav man tidligere ideer om at udvide Sveavägen til Gustav Adolfs Torg, idet Celsings forslag stort set blev implementeret. Kulturhuskomplekset består af to dele, en teaterbygning med en enkel firkantet grundform (Stockholms stadsteater) og en aflang udstillingsbygning ud mod Sergels Torg, som er det egentlige kulturhus.
Den første etape af bygningen blev åbnet i 1971, for at Riksdagens kunne rykke ind i midlertidige lokaler. Denne del af kulturhuset blev kaldt Nya riksdagshuset, så længe Riksdagens aktiviteter forblev der (og det egentlige parlamentshus blev derfor samtidig kaldt "det gamle parlamentshus"). I samme periode blev den meget populære læsesalon i stueetagen afsluttet. Der var en sektion for voksne med et stort antal internationale aviser og et læsehjørne for børn med forsænkede "læsebrønde" i gulvet. På mezzanin-niveau blev en legehylde indviet. Hele anlægget åbnede i 1974.
Med nedlæggelsen af tokammerriksdagen i Sverige havde der længe været en plan om en ombygning og renovering af Riksdagshuset, og snart fik Riksdagen sine midlertidige lokaler i Kulturhuset, og den nye hotelbygning Sergel Plaza bag Kulturhuset blev parlamentsmedlemmernes servicerum, og der blev de indtil 1983. Kammeret havde derefter til huse i Stockholms stadsteaters nuværende lokaler. Umiddelbart efter at Riksdagen var flyttet ud, blev denne del af bygningen brugt i et par år af Stockholm-konferencen om tillids- og sikkerhedsskabende foranstaltninger og nedrustning i Europa.
Bygningen er gennem årene blevet kritiseret for sin mangel på vertikal infrastruktur (bevægelsesmulighederne etagerne imellem), hvor kun en monumental vindeltrappe (og elevatorer) forbinder alle planerne i udstillingsafsnittet. Denne mangel er forsøgt afhjulpet ved en installation af rulletrapper i forbindelse med kulturhovedstadsåret. Ændringen har forbedret publikumsgennemstrømningen betydeligt, men er blevet kritiseret ud fra et æstetisk synspunkt.

### Renoveringen i 2019
I marts 2017 blev planerne for en totalrenovering af Kulturhuset Stadsteatern præsenteret; den første af slagsen i bygningens historie. Renoveringen startede i vinteren 2019 og var budgetteret til en milliard svenske kroner. Genindvielsen fandt sted i weekenden 18.-20. september 2020,, og såvel budget som tidsplan blev overholdt under renoveringen.
Den 25. marts 2021 blev arkitekturprisen Kasper Salin-prisen tildelt ombygningen af Kulturhuset i Stockholm. Det var første gang, prisen gik til en ombygning og ydermere til en kulturbygning, der allerede havde modtaget prisen én gang før.
Renoveringen og ombygningen blev også bemærket af Stockholms kommun, som nominerede det "nye" kulturhus sammen med ni andre finalister til Årets Stockholmsbyggnad 2021. Juryens kommentar:
| Citat | En respektfuld og dygtig renovering, der yderligere fremhæver Kulturhuset som et unikt mødested i Stockholm. Et projekt med en ydmyg tilgang til bygningens oprindelse og bevaring. | Citat |
|       | |       |

## Kulturhuset Stadsteatern
Den 1. juli 2013 blev der gennemført en større reorganisering af Kulturhuset, da de aktiviteter, der var en del af Stockholms bys kulturforvaltning (og drives under navnet "Kulturhuset"), blev indlemmet i Stockholms Stadsteater AB under det nye navn "Kulturhuset Stadsteatern".
Marionetteatern har holdt til i Kulturhuset Stadsteatern siden 2014.

### Indvendige billeder
- Læsesalonen i 1978.
- Centraltrappen (2007).
- Biblioteket fotograferet i 2009.
- Medeltidsmuseet i 2009.
- Designtorget (2009).

- Indgangshallen (2013).
- Klarabiografen i 2013.
- Trappehallen på 1. sal (2013).
- Tagterrassen (2013).
- Stockholmsrummet i 2017.
- Indgangen til Marionetteatern (2020).
- Vitrineskab ved siden af Marionetteatern (2020).